# Miroslav Akmadža
Prof. Miroslav Akmadža (Ljubuški, 13. ožujka 1967.) hrvatski publicist, po struci povjesničar i profesor povijesti i zemljopisa

## Životopis

### Rođenje, mladost i školovanje
Rođen je u Ljubuškom, mjestu u BiH. Bio je Hrvat s hrvatskim državljanstvom. Nakon završene osnovne i srednje škole u Ljubuškom, upisao Pedagošku akademiju u Mostaru, 1987. stekao zvanje nastavnik povijesti i zemljopisa. Iste godine zaposlio se u O.Š. Srdoči u Rijeci, kao nastavnik povijesti i zemljopisa do 1990. Početkom Domovinskog rata zaposlen u Policijskoj akademiji u Zagrebu. Na Filozofski fakultet u Zagrebu 1992. stekao zvanje profesor povijesti. Radeći na raznim poslovima u Ministarstvu unutarnjih poslova, istovremeno predaje Suvremenu političku povijest Hrvatske na Visokoj policijskoj školi. Na Filozofskom fakultetu u Zagrebu, 21. lipnja 2001. obranio magistarski rad na temu "Odnosi države i Katoličke crkve u Hrvatskoj od 1945. do 1953. godine". Dana 21. siječnja 2003. godine na Filozofskom fakultetu u Zagrebu obranio disertaciju na temu "Oduzimanje imovine Katoličkoj crkvi od 1945. do 1966. i crkveno državni odnosi. – Primjer Zagrebačke nadbiskupije", te stekao akademski stupanj doktor znanosti iz znanstvenog područja humanističke znanosti, znanstveno polje povijest. 

### Djelatnost
Od 1. studenog 2001. zaposlen na Filozofskom fakultetu u Osijeku (tada Pedagoški fakultet), kao nositelj kolegija hrvatske i svjetske povijesti 20. stoljeća. Na Hrvatskim studijima izvodi nastavu iz nekoliko izbornih kolegija iz hrvatske i svjetske povijesti 20. stoljeća. Mentor polaznicima doktorskih studija na studijima povijesti Filozofskog fakulteta u Zagrebu i Hrvatskim studijima u Zagrebu. U znanstveno-nastavno zvanje docent izabran 1. listopada 2003. U znanstveno zvanje višeg znanstvenog suradnika izabran 7. ožujka 2007., a 1. travnja 2007. u znanstveno-nastavno zvanje izvanrednog profesora. Od 1. veljače 2008. zaposlen na Hrvatskom institutu za povijest, Podružnica za povijest Slavonije, Srijema i Baranje u Slavonskom Brodu. Voditelj projekta "Demokratski pokret, velikosrpska agresija i Domovinski rat u istočnoj Hrvatskoj”. U znanstveno zvanje znanstveni savjetnik izabran 10. lipnja 2010. Član Društva za povjesnicu Zagrebačke nadbiskupije i Hrvatskog nacionalnog odbora za povijesne znanosti. Od 1. srpnja 2009. član Upravnog vijeća Hrvatskog memorijalno-dokumentacijskog centra Domovinskog rata. Od 18. studenog 2010. član uredništva časopisa "Tkalčić".

## Djela
Napisao više djela, od kojih se ističu:
- Katolička crkva u Bosni i Hercegovini i komunistički režim
- Katolička crkva u komunističkoj Hrvatskoj 1945. – 1980.
- Crkva i država - Svezak III. 1961. – 1964.
- Crkva i država - Svezak II. 1953. – 1960
- Krunoslav Draganović
- Crkva i država - Svezak I. 1945. – 1952.